# 克莉斯汀·戴

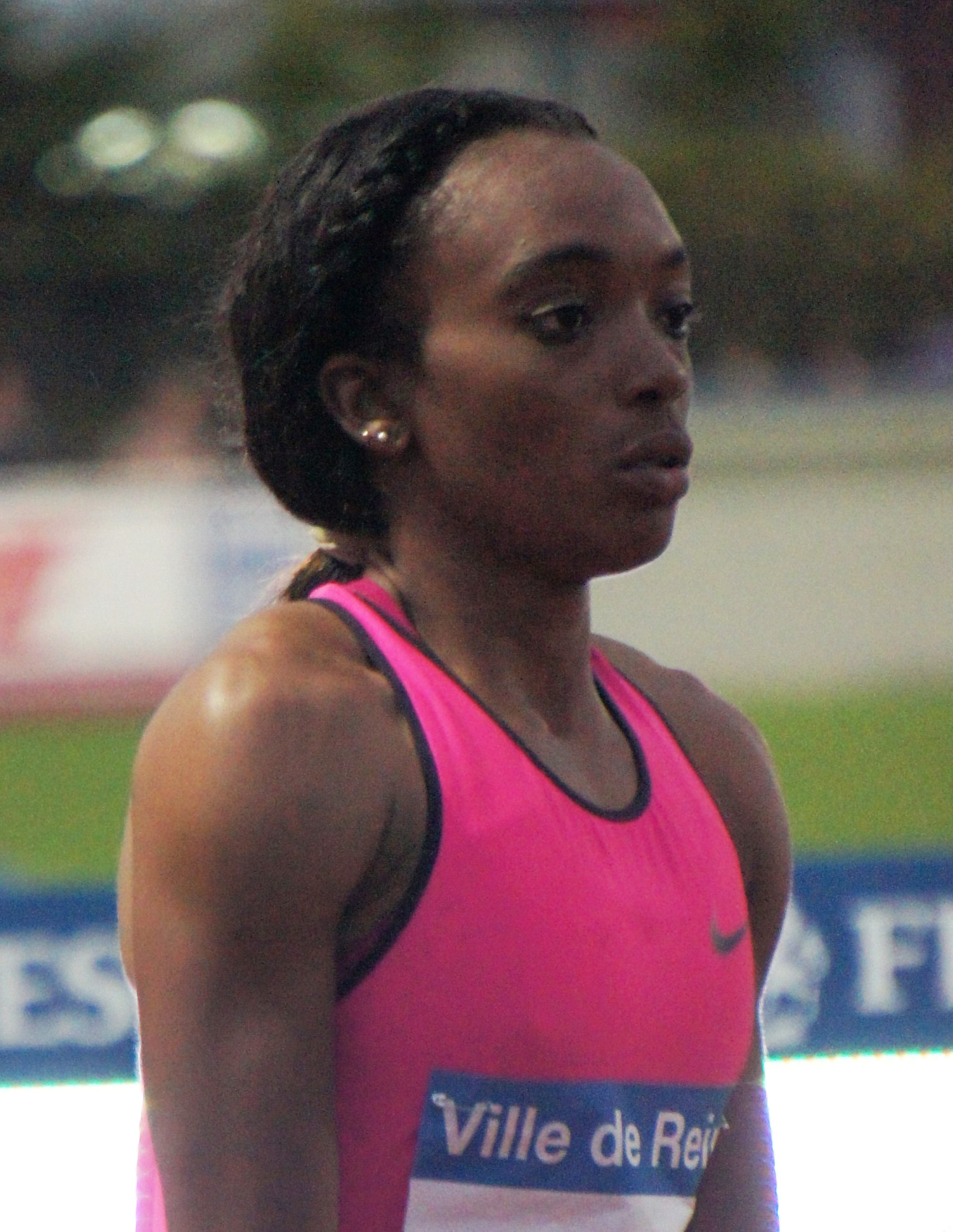
克莉斯汀·戴

克莉斯汀·戴（英語：Christine Day、1986年8月23日—）是一名专长于400米赛跑的牙买加女子短跑运动员。她曾代表牙买加参加了2012年夏季奥林匹克运动会400米和4×400米接力两个项目。